# Voiteg, Timiș

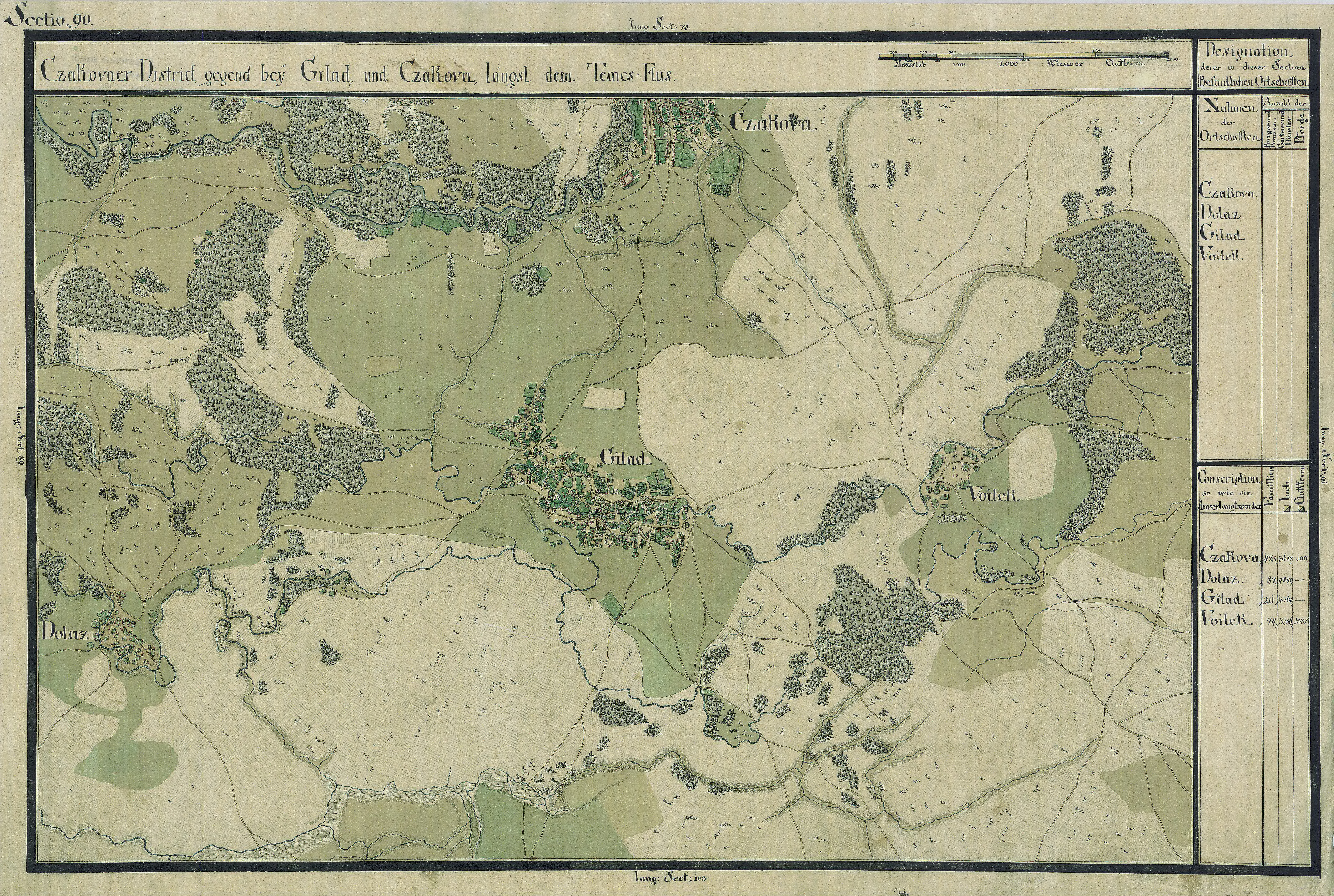
Voiteg în Harta Iosefină a Banatului, 1769-72

Voiteg (în germană Wojteg, în maghiară Vejte) este satul de reședință al comunei cu același nume din județul Timiș, Banat, România.

## Personalități
- Helmuth Frauendorfer (1959-2024), scriitor și jurnalist de limba germană
- Alexandru Țierean (1882-1943), deputat în Marea Adunare Națională de la Alba Iulia 1918